# Wandfluehorn
Wandfluehorn är en bergstopp i Schweiz.   Den ligger i distriktet Visp och kantonen Valais, i den södra delen av landet, 110 km söder om huvudstaden Bern. Toppen på Wandfluehorn är 3 589 meter över havet, eller 109 meter över den omgivande terrängen. Bredden vid basen är 0,72 km.
Terrängen runt Wandfluehorn är huvudsakligen bergig. Runt Wandfluehorn är det glesbefolkat, med 20 invånare per kvadratkilometer.. Närmaste större samhälle är Zermatt, 11,6 km öster om Wandfluehorn. 
Trakten runt Wandfluehorn består i huvudsak av gräsmarker.